# Maria Antònia Mínguez Martín
María Antonia Mínguez (Barcelona, 5 de març de 1947) és una exportera de futbol catalana, considerada una de les pioneres del futbol femení a Catalunya.
Disputà el primer partit del Futbol Club Barcelona femení, juntament amb Carme Nieto, Alicia Estivill, Lolita Ortiz i Imma Cabecerán, entre d'altres. Es jugà a l'estadi Camp Nou davant 60.000 espectadors contra la Unió Esportiva Centelles el desembre de 1970, essent la primera portera de la història del club blaugrana. L'actuació de Mínguez fou destacada, ja que aturà els penals que donaren la victòria al FC Barcelona a la tanda de penals. Entre altres tornejos, competí al primer Campionat de Catalunya femení oficiós (1971), anomenat Copa Pernod per motius de patrocini. Posteriorment treballà com a infermera fins a la seva jubilació